# Petrynówka
Petrynówka – część wsi Sumin w Polsce położona w województwie lubelskim, w powiecie tomaszowskim, w gminie Tarnawatka.
W latach 1975–1998 Petrynówka administracyjnie należała do województwa zamojskiego.